# Antiochiai Mária thébai úrnő
Antiochiai Mária (Antiochia, ? – 1280 előtt), franciául: Marie d'Antioche, olaszul: Maria di Poitiers, görögül: Μαρία της Αντιόχειας, születése jogán antiochiai hercegnő és tripoliszi grófnő, házassága révén Thébai úrnője. I. Izabella és I. Hetum örmény királyok anyai unokája. A Poitiers-ház tagja.

## Élete

Thébai az Athéni Hercegségben

VI. Bohemond (1237–1275) antiochiai uralkodó herceg (fejedelem) és Szibilla (1240 körül–1290) örmény királyi hercegnő lánya. Kislány volt még, mikor 1268-ban az egyiptomi seregek elfoglalták az Antiochiai Hercegséget. Az uralkodócsalád ekkor a szomszédos Tripoliszi Grófság székhelyén, Tripoliszban rendezkedett be, mivel 1187 óta az antiochiai hercegek a Tripolisz grófja címét is viselték. Testvérei voltak: bátyja, VII. Bohemond antiochiai herceg és nővére, I. Lúcia tripoliszi grófnő. Mária 1278. január 24-én Nápolyban feleségül ment Saint-Omer-i II. Miklós thébai úrhoz, Magyarországi Margit bizánci császárné unokájához. A házasság azonban gyermektelen maradt, és Mária még 1280 előtt meghalt. Férje ekkor II. (Villehardouin) Vilmos achajai uralkodó herceg (akháj fejedelem) özvegyét, Angelosz Ágnest (Annát), II. Mihály epiruszi despota lányát vette feleségül, de II. Miklósnak ebből a házasságból sem születtek gyermekei.